# Hilda Heine
Hilda Cathy Heine, född 6 april 1951 i Jaluit, är en marshallesisk politiker. Hon är Marshallöarnas president sedan 3 januari 2024. Heine har tidigare varit landets president mellan 28 januari 2016 och 13 januari 2020. Hon blev då landets åttonde president och den första kvinna att inneha ämbetet. Hon efterträdde Casten Nemra som endast satt en dryg vecka på presidentposten.
Heine har studerat i USA och har en grundexamen från University of Oregon 1970, en masterexamen från University of Hawaii 1975 och en doktorsexamen från University of Southern California år 2004. Heine är den första personen från Marshallöarna att ta en doktorsexamen. Hon har arbetat som lärare och har tidigare verkat som utbildningsminister på Marshallöarna. I Nitijela, parlamentet, har hon representerat Aur. Förutom att vara landets första kvinnliga president är hon även den första kvinnliga presidenten i Mikronesien.
Heine är gift med Thomas Kijiner och har fyra barn.